# 吳諾弘
吳諾弘（Lawrence Ng Lok Wang，1999年10月14日—），前香港童星，他曾於香港無綫電視電視劇演出。現為香港男子劍擊（花劍）運動員，曾代表香港在2016年世界青少年劍擊錦標賽中連挫歐洲及南美對手，最終名列男子少年組（U17）個人花劍賽第5位，2018年轉做全職運動員。2021年代表香港出戰東京奧運花劍團體賽。
吳諾弘母校為啟基學校及拔萃男書院高中（休學中）。

## 主要比賽成績
2024年
- 世界杯埃及站

花劍團體賽第四名
2023年
- 世界大學生運動會

花劍團體賽金牌
- 世界杯日本站

花劍團體賽銅牌
2022年
- 亞洲劍擊錦標賽

花劍團體賽銅牌
- 亞洲U23劍擊錦標賽

花劍團體賽銅牌
2021年
- 東京奧運

花劍團體賽第七名
2020年
- 世界杯埃及站

花劍團體賽銅牌
- 世界杯法國站

花劍團體賽第四名
2019年
- 亞洲U23劍擊錦標賽

男子花劍個人銀牌
花劍團體賽銅牌
2018年
- 亞洲青少年劍擊錦標賽

青年組男子花劍個人銅牌
青年組男子花劍團體銅牌
- 亞洲U23劍擊錦標賽

男子花劍個人銅牌
男子花劍團體賽金牌
2016年
- 世界青少年劍擊錦標賽

男子花劍個人第5位
- 亞洲青少年劍擊錦標賽

少年組男子花劍團體金牌
2015年
- 亞洲青少年劍擊錦標賽

青年組男子花劍團體銀牌

## 演出作品

### 電視劇（無綫電視）
| 首播   | 劇名             | 角色               |
| ------ | ---------------- | ------------------ |
| 2005年 | 心花放           | 永樂               |
| 2005年 | 酒店風雲         | 顧家勤             |
| 2006年 | 施公奇案         | 唐多福 (童年)      |
| 2006年 | 愛情全保         | 姚瑩瑩兒子         |
| 2007年 | 通天幹探         | 陳浩斌             |
| 2007年 | 天機算           | 立德 (童年)        |
| 2007年 | 爸爸閉翳         | Tom 仔             |
| 2007年 | 緣來自有機       | NA                 |
| 2008年 | 最美麗的第七天   | 游志穎 (童年)      |
| 2008年 | 與敵同行         | 張承希 (童年)      |
| 2008年 | 法證先鋒II       | 王文浩             |
| 2009年 | 巾幗梟雄         | 蔣必正 (童年)      |
| 2009年 | 烈火雄心III      | 鍾有成 (童年)      |
| 2009年 | 老友狗狗         | 周用恭 (童年)      |
| 2009年 | 有營煮婦         | Peter 仔           |
| 2009年 | 宮心計           | 李怡 (童年)        |
| 2010年 | 飛女正傳         | Jacky              |
| 2010年 | 蒲松齡           | 蒲松齡 (童年)      |
| 2010年 | 談情說案         | 徐家希             |
| 2010年 | 公主嫁到         | 金多壽 (童年)      |
| 2011年 | 洪武三十二       | 朱棣 (童年)        |
| 2011年 | 紫禁驚雷         | 福全 (童年)        |
| 2011年 | 團圓             | 黎柏熙 (童年)      |
| 2011年 | 荃加福祿壽探案   | 施葛               |
| 2011年 | 東西宮略         | 田辟疆 (童年)      |
| 2012年 | On Call 36小時   | 杜梓霖             |
| 2012年 | 盛世仁傑         | 狄景輝             |
| 2012年 | 愛·回家 (第一輯) | 馬壯 (童年)        |
| 2012年 | 護花危情         | 許瑋琛 (童年)      |
| 2012年 | 我外母唔係人     | 辰仔               |
| 2013年 | 凶城計中計       | 霍繼枝             |
| 2013年 | 巨輪             | 羅威信 (童年)      |
| 2014年 | 名門暗戰         | 鍾曉陽 (少年)      |
| 2014年 | 八卦神探         | 裘 (少年)          |
| 2014年 | 我們的天空       | 周小保 (少年)      |
| 2015年 | 四個女仔三個BAR  | 吳子軒             |
| 2018年 | 是咁的，法官閣下 | 劍擊指導，沒有演出 |

### 綜藝節目（無綫電視）
- 2014年：2014 FIFA巴西世界盃：開幕森巴嘉年華（嘉賓）

### 教育電視
| 階段                | 科目   | 標題                                  | 角色   |
| ------------------- | ------ | ------------------------------------- | ------ |
| 第一學習階段 (小一) | 常識科 | 保護身體 （页面存档备份，存于）       | 輝仔   |
| 第一學習階段 (小一) | 常識科 | 節日知多少(一) （页面存档备份，存于） | 杰杰   |
| 第一學習階段 (小二) | 常識科 | 和諧共處 （页面存档备份，存于）       | 張小明 |
| 第一學習階段 (小一) | 數學科 | 基本加法基本減法                      |        |
| 第一學習階段 (小一) | 數學科 | 立體圖形                              | 阿成   |

### 電視廣告
- 2013年：預防禽流感（良好衞生） （页面存档备份，存于）

## 外部連結
- 吳諾弘的新浪微博
- 吳諾弘的Facebook專頁
- 吳諾弘Sina Blog （页面存档备份，存于）
- 吳諾弘的Instagram帳戶